# Těškov
Těškov je obec v centrální části okresu Rokycany v Plzeňském kraji. Žije v ní 320 obyvatel. Leží v kotlině pod masivem Radče (součást Křivoklátské vrchoviny), konkrétně pod kopcem Na skalce (590 m). Je vzdálena jedenáct kilometrů severovýchodně od Rokycan, devět kilometrů jihozápadně od Zbiroha a 28 kilometrů východně od Plzně. Východně od vesnice pramení potok Chýlava.

## Historie
První písemná zmínka o obci pochází z roku 1343.

## Obyvatelstvo
Podle výsledků sčítání lidu z roku 2001 v obci bylo 98,66 % obyvatel české národnosti a pouze 18 % obyvatel věřících. Z ekonomicky aktivních obyvatel jich bylo zaměstnaných 25 % v průmyslu, 22 % v zemědělství a 14 % ve stavebnictví. Nezaměstnanost v obci byla nízká – pouhých 5,80 %. Celkový počet domů je 154, z čehož trvale obydlených je 105 (68 %).
| Rok            | 1869 | 1880 | 1890 | 1900 | 1910 | 1921 | 1930 | 1950 | 1961 | 1970 | 1980 | 1991 | 2001 | 2011 | 2021 |
| -------------- | ---- | ---- | ---- | ---- | ---- | ---- | ---- | ---- | ---- | ---- | ---- | ---- | ---- | ---- | ---- |
| Počet obyvatel | 719  | 671  | 672  | 730  | 778  | 739  | 708  | 510  | 442  | 392  | 347  | 306  | 298  | 305  | 329  |
| Počet domů     | 64   | 75   | 75   | 80   | 103  | 103  | 118  | 144  | 134  | 125  | 117  | 151  | 154  | 130  | 172  |

## Obecní správa a politika
Mezi lety 1869–1950 byl obcí v okrese Hořovice (1869–1890) a později v okrese Rokycany. V letech 1961–1971 patřil jako část obce k Holoubkovu a od 26. listopadu 1971 je opět samostatnou obcí, kdy se konaly obecní volby. V letech 1869–1921 k obci patřil Sklená Huť.

### Obecní symboly
Znak a vlajka byly obci uděleny rozhodnutím předsedkyně Poslanecké sněmovny Parlamentu České republiky dne 18. května 2012.

### Výsledky voleb 2006

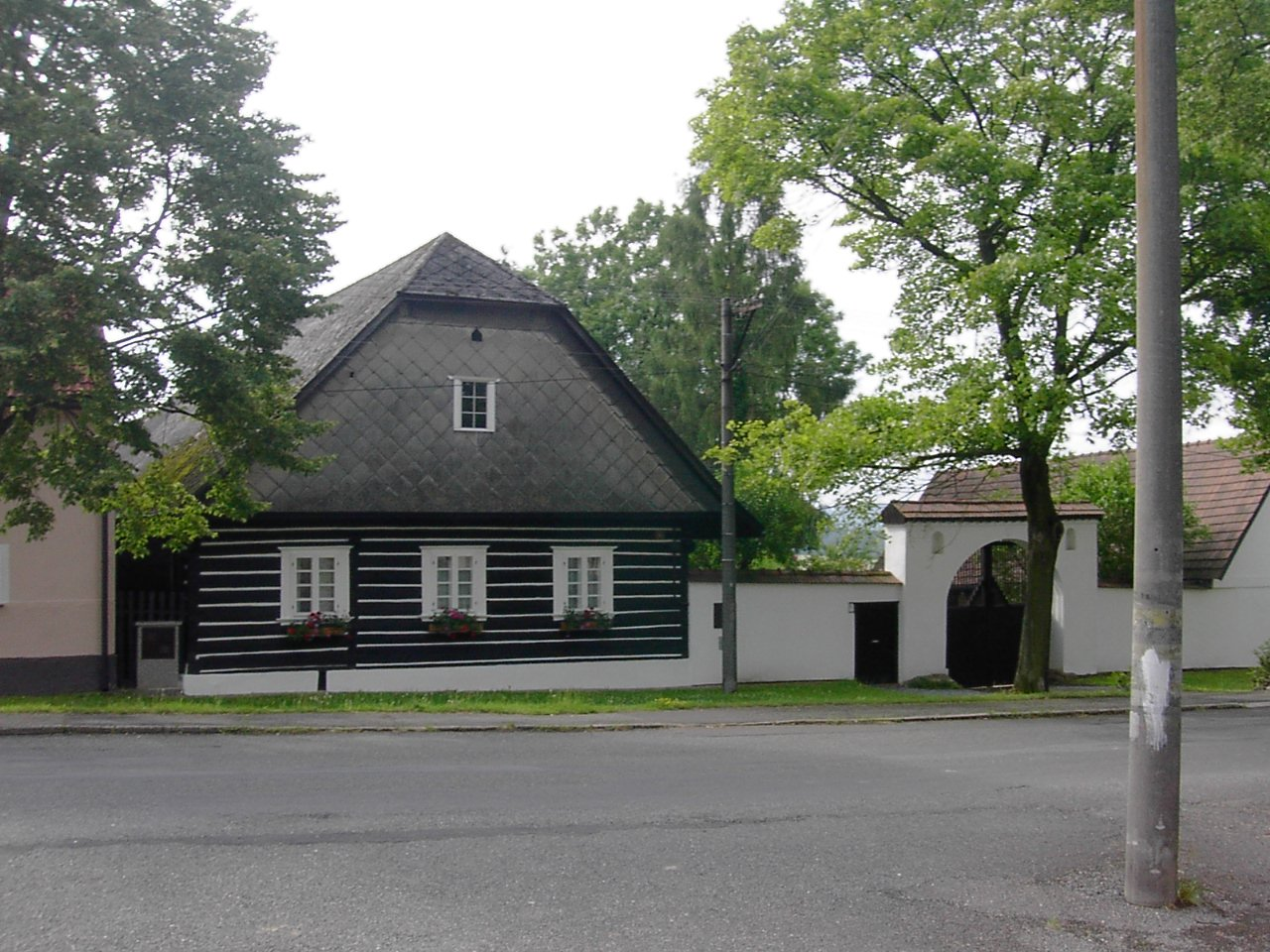
Roubená chalupa

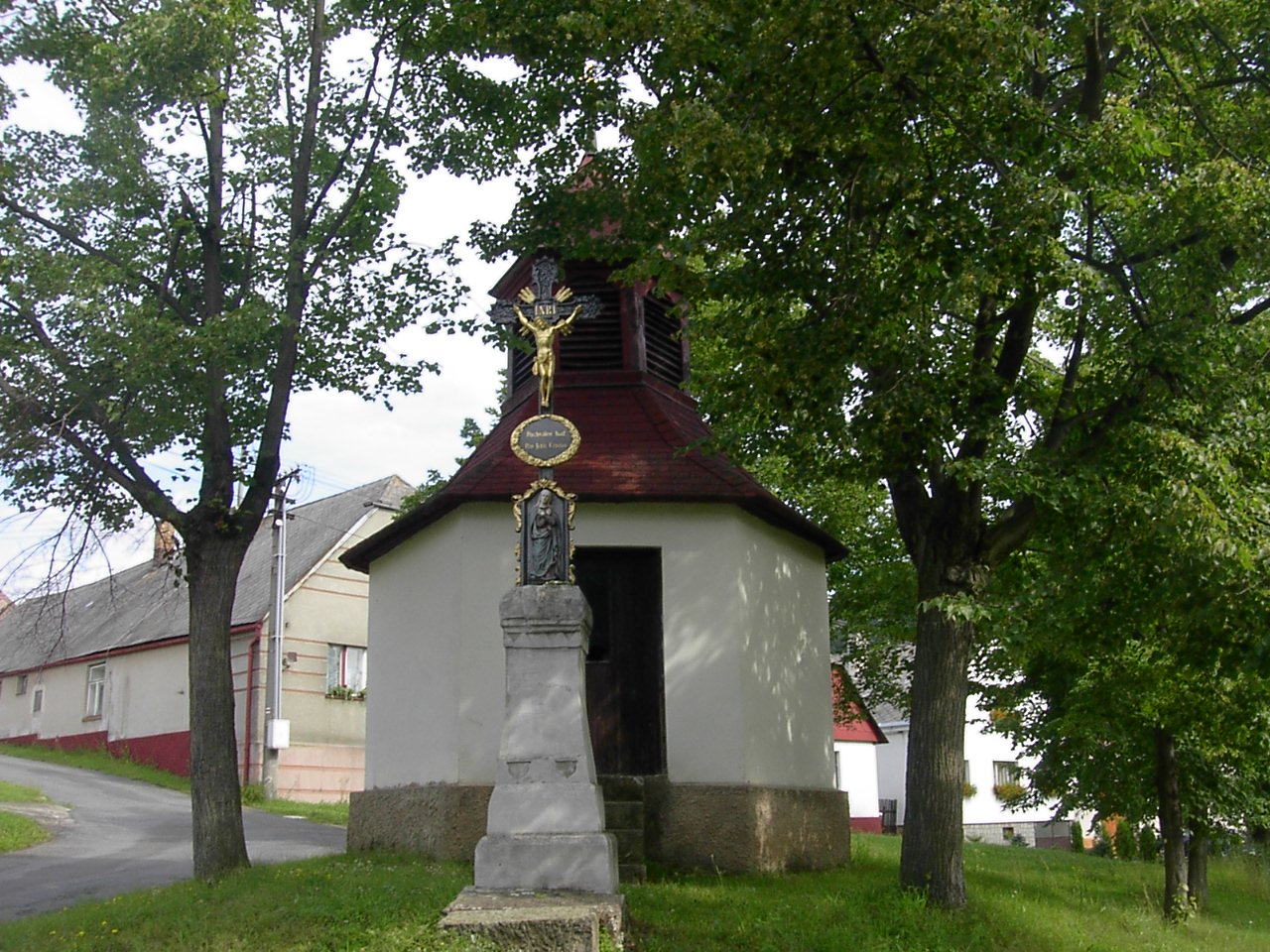
Kaple

| Strana  | Počet hlasů | Procent |
| ------- | ----------- | ------- |
| ČSSD    | 63          | 35,19   |
| ODS     | 53          | 29,60   |
| KSČM    | 42          | 23,46   |
| KDU-ČSL | 7           | 3,91    |
| SZ      | 7           | 3,91    |

## Sport, kultura a cestovní ruch
Na orné půdě hospodaří zemědělské družstvo i určitý počet soukromých rolníků. Orná půda zaujímá 385 hektarů (tj. 27 %). Přilehlé lesy jsou zejména ve vlastnictví obce a spravované společností Lesospol Zbiroh.
Ve vesnici fungovala až do roku 1966 základní škola, která ale byla (podobně jako škola v blízké Lhotě pod Radčem) pro nedostatek žáků zrušena. Od té doby děti do škol dojíždějí zejména do Mýta. V roce 2000 byla obec plynofikována. Vodovod byl postaven v letech 1988–1997.
V Těškově působí sbor dobrovolných hasičů, který společně s obecním úřadem několikrát do roka pořádá různé společenské akce. Těškovští fotbalisté hrají okresní přebor.

## Doprava
V Těškově se křižuje větší počet silnic III. třídy, které směřují na Lhotu pod Radčem, Rokycany, Holoubkov a Mýto (dálnice D5). Nejbližší železniční stanice je na hlavní trati Praha – Plzeň – Cheb, v Holoubkově (4 km). Autobusovou dopravu zajišťují místní linky Zbiroh–Rokycany, Zbiroh – Rokycany – Plzeň a Těškov–Mýto.
Obec je východiskem pěších i cyklistických tras do oblasti Radče (v katastrálním území Těškova se nachází pozůstatky hradu na Radči označovaného také jako Mitrvald). Vesnicí vede červeně značená turistická trasa spojující Holoubkov se Zbirohem, modře značená trasa do Volduch a žlutě značená trasa k úpatí Sirské hory.

## Pamětihodnosti
- Zaniklý hrad na Radči ze 14. století[8]
- kaple
- venkovská usedlost čp. 21

## Okolní obce
Všechny obce obklopující těškovský katastr jsou také součástí okresu Rokycany:
- Lhota pod Radčem
- Sirá
- Mýto
- Holoubkov
- Volduchy
- Osek
- Přívětice